# ابراهیم سانگاره
ابراهیم سانگاره (انگلیسی: Ibrahim Sangaré؛ زادهٔ ۲ دسامبر ۱۹۹۷) بازیکن فوتبال اهل ساحل عاج است که برای باشگاه ناتینگهام فارست بازی می‌کند.

وی همچنین در تیم ملی فوتبال ساحل عاج بازی کرده‌است.